# سبط أفرايم

خريطة الأسباط؛ تظهر أرض سبط أفرايم باللون الأصفر الباهت في المنتصف.

وفقًا للكتاب المقدس العبري، فإن سبط أفرايم (بالعبرية: אֶפְרַיִם‏) هو أحد أسباط بني إسرائيل الاثني عشر. يُعد هذا السبط مع سبط منسى شقي سبط يوسف، وهو أحد الأسباط العشرة المفقودة. ليس هناك توافق حول أصل هذا الاسم.

## الرواية الكتابية
وفقًا للرواية الكتابية، ينحدر سبط أفرايم من نسل أفرايم بن يوسف بن يعقوب، وأسنات بنت فوطي فا رع.
(التكوين 41: 50-52) دخل سبط إفرايم أرض كنعان خلال غزوها على يد يشوع أحد أبناء هذا السبط.(العدد 13: 8) لكن العديد من علماء الآثار يرفضون فكرة أن يشوع غزا كنعان بالطريقة التي صورها به سفر يشوع، ويعتقدون أن اليهود كانوا من سكان كنعان الأصليين، وطوروا دينهم الخاص عبر الزمن.:4  ومنذ عصر يشوع حتى قيام مملكة إسرائيل، كان سبط أفرايم جزءًا من اتحاد أسباط إسرائيل. ولم توجد حكومة مركزية، وكان يقود الشعب في أوقات الأزمات قادة يسمون «القضاة» (انظر سفر القضاة).
ومع ازدياد تهديد الغارات الفلستينية، قرر أسباط إسرائيل أن يشكلوا مملكة مركزية ليواجهوا تلك التحديات. وانضم سبط أفرايم إلى المملكة الجديدة التي كان شاول أول ملوكها. ويرجح أن تاريخ تتويج شاؤول كان بين سنتي 1025-1005 ق.م. يشكك بعض العلماء في هذا التأريخ، ويعتقدون أن شاول تواجد بعد ذلك ربما في النصف الثاني من القرن العاشر قبل الميلاد. بعد وفاة شاول، ظلت كل الأسباط على ولائها لأبناء شاول ما عدا سبط يهوذا. وبعد موت إيشبوشث بن شاول وخليفته على عرش إسرائيل، شارك سبط أفرايم مع الأسباط الشماليين في تنصيب داود ملك سبط يهوذا، ملكًا على مملكة إسرائيل الموحدة. وفقًا لعالم الآثار إسرائيل فينكلشتاين، هناك شك حول ما إذا كان الترتيب الكتابي لعهود الملوك الأوائل موثوقًا به، وأن التسلسل المحفوظ في الكتاب المقدس، والذي يتبع فيه داود شاول كملك لإسرائيل، قد لا يكون دقيقًا تاريخيًا.
وبعد تتويج رحبعام بن سليمان حفيد داود حوالي سنة 930 ق.م.، انشقت أسباط الشمال عن حكم سلالة داود، وشكلوا مملكة إسرائيل الشمالية التي كان أول ملوكها هو يربعام الذي حكم بين سنتي 931-909 ق.م. ظل سبط أفرايم جزءًا من المملكة الشمالية إلى أن غزاها الآشوريون حوالي سنة 723 ق.م.، ورحّلوا السكان. ومنذئذ، اعتُبر سبط أفرايم ضمن الأسباط العشرة المفقودة. يُنظر إلى سبط أفرايم أحيانًا على أنه السبط الممث للمملكة الشمالية بأكملها، حيث كان مقر ملوكها [الإنجليزية] في أراضي السبط.

## أراضي السبط
وفقًا للرواية الكتابية، بعد غزو بني إسرائيل لأرض كنعان بقيادة يشوع، قسّم يشوع الأرض بين الأسباط الاثني عشر. يؤرخ العالم الكتابي المحافظ كينيث كيتشن هذا الحدث بعد سنة 1200 ق.م. بقليل. ومع ذلك، يتفق معظم العلماء المعاصرين أن غزو يشوع الموصوف في الكتاب المقدس لم يحدث قطّ.
وفقًا لسفر يشوع، كانت الأراضي الممنوحة لسبط أفرايم تتوسط أرض كنعان غربي نهر الأردن، وإلى الجنوب من أرض سبط منسى، وإلى الشمال من أرض سبط بنيامين. عُرفت تلك المنطقة لاحقًا باسم السامرة (تمييزًا لها عن مناطق يهودا والجليل)، والتي شكّلت معظم أراضي سبط أفرايم. كانت تلك المنطقة جبلية، مما جعلها بمثابة حاجز دفاعي، كما كانت عالية الخصوبة، ومزدهرة. وشملت أراضي سبط أفرايم مراكز الديانة الإسرائيلية الأولى في شكيم وشيلوه. ساهمت هذه العوامل في جعل سبط أفرايم أكثر الأسباط تأثيرًا في مملكة إسرائيل، وجعلت سبط أفرايم رمزًا للمملكة كلها.
رغم تحديد سفر يشوع الأراضي الممنوحة لسبط أفرايم،(يشوع 16: 5-8) إلا أنه هناك بعض التناقضات في تلك الحدود مثل ذكر السفر أن بيت إيل كانت من أراضي سبط بنيامين،(يشوع 18: 11-28) ومع ذلك تذكر دبوره بيت إيل أنها من أراضي سبط أفرايم.(القضاة 4: 5) بعد نحو عشرين سنة من انهيار المملكة المتحدة، هزم أبيا ثاني ملوك مملكة يهوذا، يربعام ملك مملكة إسرائيل الشمالية واستولي على مدن بيت إيل ويشانة وعفرون والقرى المحيطة بهم.(أخبار الأيام الثاني 13: 17-19)
امتدت أراضي سبط أفرايم من نهر الأردن شرقًا إلى البحر المتوسط غربًا، وشملت مدن بيت إيل وعتاروت وبيت حورون حتى جازر والبحر المتوسط. يعتقد عالم الآثار الفرنسي تشارلز كليرمون-جانو، الذي حدد موقع جازر سنة 1871م وأجرى حفريات هناك لاحقًا، أن جازر كانت تمثل أقصى امتداد لأرض سبط أفرايم غربًا، وأنها كانت تقع عند التقاطع الفعلي لحدود أراضي أسباط أفرايم ودان ويهوذا. ولكن لم يحظ هذا الرأي بالدعم لتعارضه مع وصف الكتاب المقدس الذي يضع حدود أرض أفرايم عند البحر المتوسط. كتب الرحالة اليهودي بنيامين التطيلي أن الحدود الجنوبية لأرض سبط أفرايم امتدت في الاتجاه الجنوبي الغربي حتى بلدة إبلين أو يبنا.

## الشخصية
صوّرت الروايات المنقولة عن المصدر التثنوي سبط أفرايم على أنه متسلط ومتغطرس وساخط وغيور، ولكن في الأدب الحاخامي القديم، يوصف مؤسس القبيلة أفرايم بأنه متواضع وغير أناني. تزعم هذه المصادر الحاخامية أنه بسبب التواضع ونكران الذات، أعطى يعقوب أفرايم الأسبقية على منسى، رغم أن منسى الأكبر؛ ومع ذلك، تسخر نصوص حاخامية قديمة أخرى من السبط بسبب شخصيتهم التي وُصفوا بها في التاريخ التثنوي، زاعمةً أن سبط أفرايم، لكونهم عنيدون، غادروا مصر قبل 30 عامًا من الخروج، وعند وصوله إلى أرض كنعان تعرض لمعركة كارثية مع الفلسطتيين؛ وفي مدراش ياشر [الإنجليزية] صُوّر ذلك على أنه تمرد من سبط أفرايم على الإله، مما أدى إلى قتلهم جميعًا باستثناء عشرة أفراد، وتناثرت عظام المذبوحين في الطرقات، لدرجة أن الطريق الملتوي الذي سلكه بنو إسرائيل أثناء الخروج، كانت مجرد محاولة من الإله لمنع بني إسرائيل من رؤية رفاتهم.
على الرغم من أنه من وجهة نظر أغلبية متزايدة من علماء الآثار أنه كان هناك دائمًا ثقافتان متميزتان في أرض كنعان، مملكة شمالية قوية ومزدهرة ومملكة جنوبية أضعف وأفقر، إلا أن الرواية الكتابية تقول بأن أسباط بني إسرائيل كانوا متحدين في البداية في مملكة واحدة، ثم انقسموا فيما بعد إلى مملكتين شمالية وجنوبية؛ يلقي الكتاب المقدس باللوم في هذا الانقسام على غيرة سبط أفرايم من قوة سبط يهوذا المتزايدة. في سفر أخبار الأيام الثاني، استنكر السفر انشقاق سبط أفرايم عن سبط يهوذا باعتباره عصيانًا للإله،(أخبار الأيام الثاني 15: 8-11) وصُوّر سبط أفرايم على أنهم أصبحوا غير متدين إلى حد كبير، لا سيما في مقاومتهم للإصلاحات التي سنها حزقيا ويوشيا.(أخبار الأيام الثاني 30: 1-18) ثم برر سفر المزامير، نهاية الفترة الأولى من التاريخ اليهودي بانتقال مركز الديانة الإسرائيلية من شيلوه في أرض سبط أفرايم إلى جبل صهيون في أرض سبط يهوذا.(مزمور 78: 67-68)

## المصير
كجزء من مملكة إسرائيل الشمالية، تعرضت أراضي سبط أفرايم لغزو الآشوريين، والنفي؛ منذئذ ضاع الكثير من تاريخهم. ومع ذلك، تزعم العديد من المجموعات الحديثة انتسابهم إليهم، مع مستويات متفاوتة من الدعم الأكاديمي والحاخامي لهذه المزاعم. يزعم السامريون أن بعض أتباعهم ينحدرون من هذا السبط، كما يزعم العديد من اليهود الفرس أنهم من سبط أفرايم. أبعد من ذلك، في الهند، يدّعي يهود التيلجو [الإنجليزية] أنهم ينحدرون من سبط أفرايم، ويطلقون على أنفسهم اسم بني أفرايم.
تزعم أيضًا كنيسة يسوع المسيح لقديسي الأيام الأخيرة أن جزءًا كبيرًا من أعضائها ينحدرون من سبط أفرايم أو يتم تبنيهم فيه، معتقدين أنهم مكلفون باسترجاع الأسبط المفقودة في الأيام الأخيرة بحسب نبوءة إشعياء التي تقول بأنهم سيلعبون هم وسبط يهوذا أدوارًا قيادية مهمة في عهد إسرائيل في الأيام الأخيرة؛ وأن تفسير "الحائط" في بركة يعقوب: «يوسف، غصن شجرة مثمرة، غصن شجرة مثمرة على عين. أغصان قد ارتفعت فوق حائط.»(التكوين 49: 22) على أنهم سيبلغون المحيط.